# صابر فلحوط
صابر سالم فلحوط (ولد 1936 م) شاعر وكاتب وصَحَفي سوري. عمل مديرًا عامًّا للدعاية والأنباء في سورية، ومستشارًا ثقافيًّا في السِّفارة السورية في صوفيا، ورئيسًا لتحرير جريدة البعث، ومديرًا عامًّا للوكالة العربية السورية للأنباء (سانا)، ورئيسًا فخريًّا لاتحاد الصحفيين. له دواوينُ شعرية ومؤلفات في القومية والسياسة. 

## سيرته
وُلد صابر بن سالم فلحوط في بلدة عتيل في السويداء، عام 1936، لأسرة دُرزية. وتلقى تعليمه الابتدائي في السويداء، وتخرَّج في عام 1960 من كلية الآداب في جامعة دمشق حاملًا الإجازة في اللغة العربية ونال دبلوم عام في التربية 1961. توجّه لمتابعة الدراسة العليا في معهد الدراسات العربية التابع للجامعة العربية في العام 1962. نال درجة الدكتوراه بالعلوم السياسية من جامعة صوفيا في بلغاريا. 
عمل رئيسا لقسم التوجيه القومي في الجيش العربي السوري عام 1964. ثم عُين مديرًا عامًا للدعاية والأنباء في العام 1966، ثم أصبح مُستشارًا ثقافيًا وسكرتيرًا في السفارة السورية في بوخارست وصوفيا حيث نال درجة الدكتوراه في الآداب من جامعة صوفيا في بلغاريا. عند عودته إلى سوريا في العام 1970، عُين مديرًا عامًا لدار البعث للصِّحافة ورأسَ تحرير جريدة البعث وانتُخب نقيبًا للصحافة بدمشق، وشغل منصب رئيس اتحاد الصحفيين السوريين منذ العام 1970 وحتى 2006. كان مديرًا عامًا للوكالة العربية السورية للأنباء (سانا) ما بين عامي 1975-1992. وهو الآن الرئيس الفخري لاتحاد الصحفيين السوريين ورئيس المركز العربي للدراسات الإعلامية.

## مناصبه
- مدير عام دار البعث للصحافة 1970.
- رئيس تحرير جريدة البعث.
- شغل منصب رئيس اتحاد الصحفيين منذ العام 1970 وحتى 2006.
- مدير الوكالة العربية السورية للأنباء - سانا. 1975-1992
- مدير الدعاية والأنباء في سورية عام 1966.
- نائب رئيس اتحاد الصحفيين العالمي بين عامي 1980-1985.
- رئيس المركز العربي للدراسات الإعلامية للسكان والتنمية والتعمير منذ العام 1980 - حتى الآن.
- الرئيس الفخري لاتحاد الصحفيين السوريين - حتى الآن.

## أعماله

### شعر
- 1960: البراكين (صدر في دمشق)
- 1963: موج البطولة (صدر في دمشق)
- 1965: نشيد الثوار
- 1965: دم في حيفا
- 1967: بيدر النجوم (صدر في دمشق)
- 1970: الميادين لفرسانها (صدر في دمشق)
- 1974: كلمات من لهب
- 1995: وأي سلام (صدرت عن اتحاد الكتاب العرب في دمشق)

### دراسات
- 1977: المسألة الفلسطينية والموقف العربي السوري (صدرت عن اتحاد الكتاب العرب في دمشق)
- 1978: البعث والمستقبل القومي (صدرت في دمشق)
- 1979: نحو الوحدة العربية (صدرت في دمشق)

## جوائزه
- 2019: جائزة الدولة التقديرية في مجال الأدب. [5]